# Bağlar (Diyarbakır)
Bağlar (kurdisch Rezik) ist eine Stadt im gleichnamigen Landkreis der türkischen Provinz Diyarbakır und gleichzeitig ein Stadtbezirk im Süden der 1993 geschaffenen Büyükşehir belediyesi Diyarbakır (Großstadtgemeinde/Metropolprovinz).
Die Geschichte Bağlars ist mit der Geschichte Diyarbakırs identisch. Die Stadt Diyarbakır wurde im Dezember 1993 zur Großstadtkommune erklärt und erhielt ein Oberbürgermeisteramt. Damals wurden in den Stadtteilen Sur und Yenişehir Bürgermeisterämter eingerichtet. Bağlar wurde 1994 zur Gemeinde (Belediye) erhoben, bekam einen eigenen Bürgermeister und bestand aus sieben Stadtvierteln (Machalla). 2004 wurden 21 Dörfer und 24 Weiler in der Umgebung der Stadt unter die Verwaltung Bağlars gestellt. Im März 2008 wurde Bağlar schließlich zu einem Landkreis (tr: İlçe) erhoben.
Ende 2020 lag Bağlar mit 399.499 Einwohnern auf dem 2. Platz der bevölkerungsreichsten Landkreise in der Provinz. Die Bevölkerungsdichte ist mit 931 Einwohnern je Quadratkilometer die höchste in der Provinz (Provinzdurchschnitt: 118 Einwohner je km²).